# 9172 Abhramu
9172 Abhramu è un asteroide near-Earth. Scoperto nel 1989, presenta un'orbita caratterizzata da un semiasse maggiore pari a 2,7086793 au e da un'eccentricità di 0,5529219, inclinata di 7,84472° rispetto all'eclittica.
L'asteroide è dedicato all'omonima elefantessa alata della mitologia induista, sposa di Airavata.